# 谷如墉
谷如墉（1853年—1916年），字芙塘，山西神池县城关镇人，清末民初政治人物。

## 生平
光绪十六年（1890年），登庚寅恩科进士，同年五月，著主事，分部学习。授户部主事。光绪二十八年（1902年），升任户部员外郎，监督山西大学堂。光绪三十四年（1908年），担任大清银行库仑督办。中华民国成立后，担任山西省民政长、省议会全省选举总监督。民国三年（1914年），改任粤海关监督 。
1916年，谷如墉逝世。